# Joan Van Ark
Joan Van Ark est une actrice américaine, née le 16 juin 1943 à New York, connue surtout pour ses rôles dans des séries télévisées, les plus connus étant dans les séries Dallas et Côte Ouest

## Biographie
Elle est surtout connue pour avoir interprété le rôle de Valene Ewing dans Côte Ouest et dans Dallas.

## Filmographie

### Cinéma
- 1972 : Les Crapauds (Frogs) : Karen Crockett
- 1977 : Le Dernier Dinosaure (The Last Dinosaur) : Frankie Banks
- 2000 : Held for Ransom : Nancy Donovan
- 2001 : UP, Michigan! : Deborah Michaels

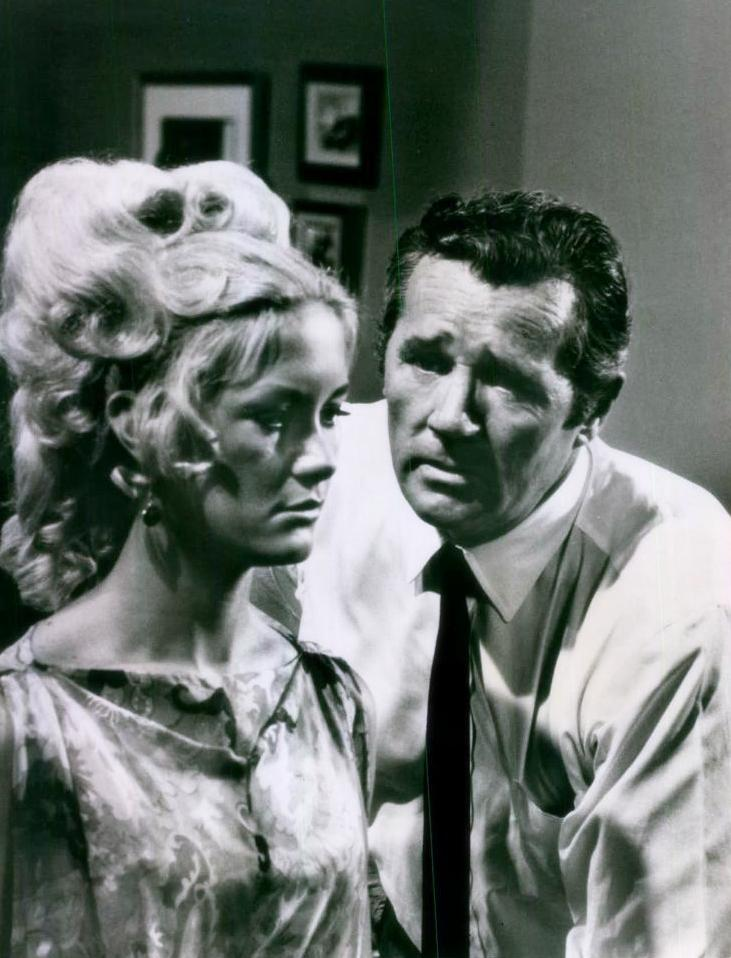
Joan Van Ark et Howard Duff dans Felony Squad (1968)

- 2003 : Net Games : Dr Klein
- 2005 : Diamond Zero
- 2008 : Channels : Megan Phillips

### Télévision
- 1968 : Peyton Place (série télévisée) : Nurse Paula
- 1968 : Mod Squad (série télévisée) : April Showers
- 1969 : Bonanza (série télévisée) : Annie Laurie Adams
- 1969 : Gunsmoke (série télévisée) : Sarah Jean Stryker
- 1969, 1970 et 1971 : Sur la piste du crime (The F.B.I.) (série télévisée) : Cynthia Scott
- 1970 : Des jours et des vies (Days of our Lives) (série télévisée) : Janie Whitney #3
- 1970 : Dan August (série télévisée)
- 1970 : Matt Lincoln (série télévisée) : Katherine
- 1970 : Hawaï police d'État (Hawaii Five O) (série télévisée) : Freda Cowan
- 1971 et 1974 : Cannon (série télévisée) : Anna
- 1972 : Le Combat du capitaine Newman (Téléfilm)
- 1972 : Un juge pas comme les autres (The Judge and Jake Wyler) (Téléfilm) : Alicia Dodd
- 1972 : Temperatures Rising (série télévisée) : Nurse Annie Carlisle (unknown épisodes, 1972-1973)
- 1972 : Night Gallery (série télévisée) : Sondra Blanco
- 1973 : M.A.S.H. (série télévisée) : Lt. Erica Johnson
- 1973 : Mannix (série télévisée) : Jennifer Crane
- 1974 : Cyrano (Téléfilm) : Roxane (voix)
- 1974 : The Manhunter (série télévisée)
- 1974, 1975 et 1977 : 200 dollars plus les frais (série télévisée) : Barbara Kelbaker
- 1974 : Requiem pour un pigeon (Big Rose: Double Trouble) (Téléfilm) : Nina
- 1975 : The Rules of the Game (Téléfilm) : Silvia Gala
- 1975 : Shell Game (Téléfilm) : Shirley
- 1975 : Le Dernier des Mohicans (The Last of the Mohicans) (Téléfilm) : Cora Munro (voix)
- 1976 : The Bionic Boy (Téléfilm) : Valerie Sheffield
- 1976 : Petrocelli (série télévisée) : Chris
- 1977 : McMillan (McMillan and Wife) (série télévisée) : Georgie
- 1977 : Testimony of Two Men (Feuilleton TV) : Jane Robson
- 1977 : Kojak (série télévisée) : Detective Josephine Long
- 1977 : We've Got Each Other (série télévisée) : Dee Dee Baldwin
- 1978 : Quincy (série télévisée) : Bert Philips
- 1978 : Tarzan and the Super 7 (série télévisée) : Manta (voix)
- 1978 : Wonder Woman (série télévisée) : Cassandra Loren
- 1979 : Spider-Woman (série télévisée) : Jessica Drew  /  Spider-Woman (unknown épisodes)
- 1979 : Vegas (série télévisée) : Dr Haven Grant
- 1978, 1979, 1980, 1981, 1991: Dallas (série télévisée) : Valene Ewing
- 1979-1993 : Côte Ouest (Knots Landing) (série télévisée) : Valene Ewing
- 1979, 1980, 1981 et 1984 : La croisière s'amuse (The Love Boat) (série télévisée) : Kris
- 1981 : Red Flag: The Ultimate Game (Téléfilm) : Marie'
- 1984 : Glitter (série télévisée)
- 1988 : Shakedown on the Sunset Strip (Téléfilm) : Brenda Allen
- 1988 : My First Love (Téléfilm) : Claire Thomas
- 1990 : Menu for Murder (Téléfilm) : Julia Alberts
- 1990 : Always Remember I Love You (Téléfilm) : Martha Mendham
- 1992 : Terror on Track 9 (Téléfilm) : Leslie Renner
- 1993 : Tainted Blood (Téléfilm) : Mrs. Drew
- 1993 : In the Shadows, Someone's Watching (Téléfilm) : Cinnie Merritt
- 1994 : Boys Will Be Boys (Téléfilm) : Susan Cooper
- 1994 : Une inconnue dans la maison (Moment of Truth: A Mother's Deception) (Téléfilm) : Nora McGill
- 1995 : When the Dark Man Calls (Téléfilm) : Julianne Kaiser
- 1996 : Santo Bugito (série télévisée) : Amelia
- 1996 : Les Anges du bonheur (Touched by an Angel) (série télévisée) : Kim Carpenter
- 1996 : Le Prince de Bel-Air (The Fresh Prince of Bel-Air) (série télévisée) : Jewel Pemberton
- 1997 : Retour sur la Côte Ouest ("Knots Landing: Back to the Cul-de-Sac") (Feuilleton TV) : Valene 'Val' Ewing
- 1998 : La Maison-Blanche ne répond plus (Loyal Opposition: Terror in the White House) (Téléfilm) : Vice-Président Lane
- 1998 : Une nounou d'enfer  (The Nanny) (série) : Margot Lange
- 2000 : It's the Pied Piper, Charlie Brown (Téléfilm) : Une secrétaire
- 2002 : Tornade (Tornado Warning) (Téléfilm) : Mayor McAnders
- 2004 - 2005 : Les Feux de l'amour ("The Young and the Restless") (série télévisée) : Gloria Fisher Abbott (#1)
- 2008 : Nip/Tuck (série télévisée) : Annette Wainwright
- 2009 : Earl (série télévisée)
- 2013 - 2014 : Dallas (série télévisée) : Valene Ewing
- 2017 : Mariage sanglant (Téléfilm) : Daisy

### Réalisatrice
- 1987 : Second Chance (série télévisée)